# Torpedo aéreo

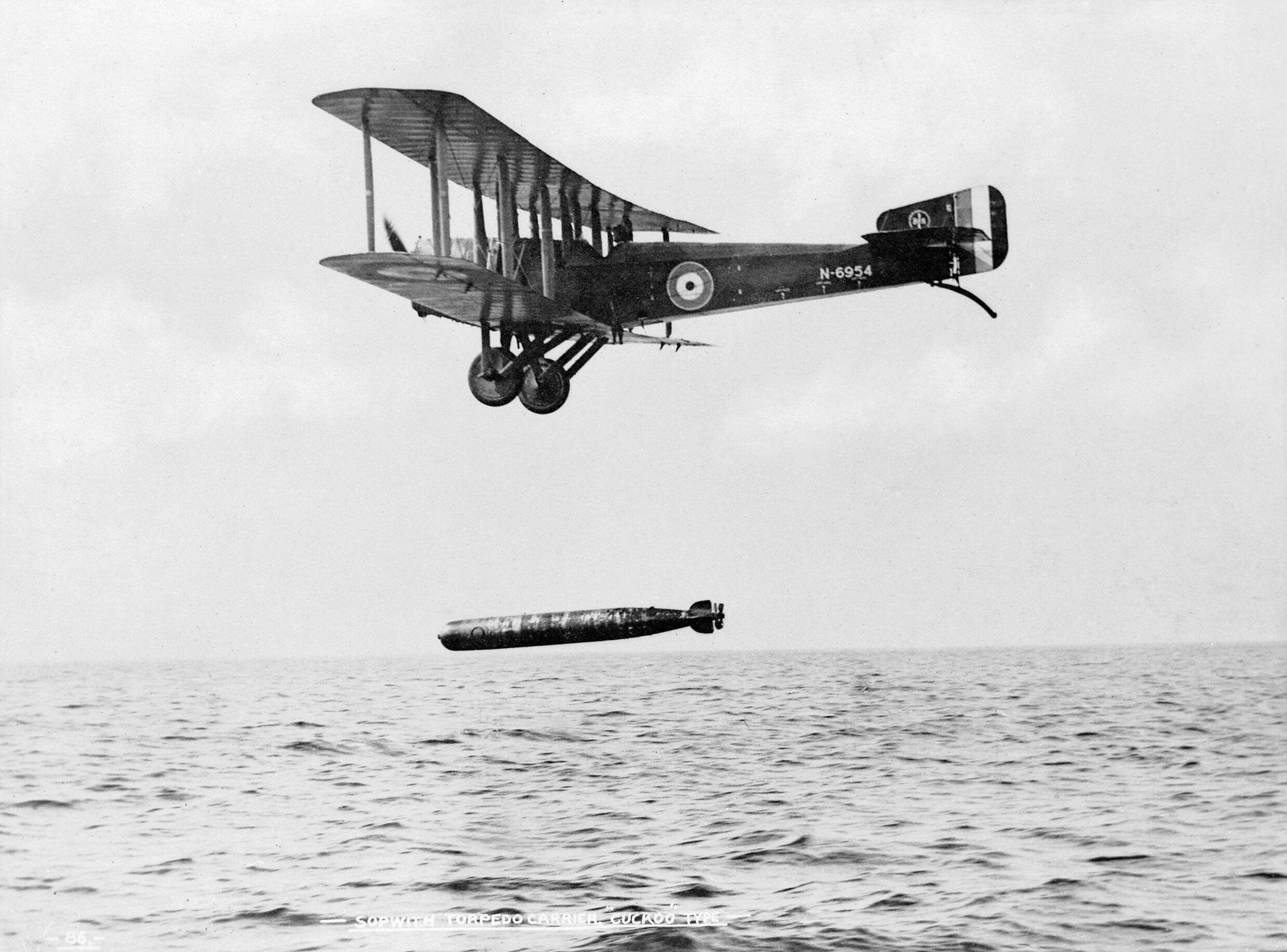
Torpedo aéreo lanzado desde un Sopwith Cuckoo.

El torpedo aéreo (conocido también como torpedo aerotransportado o torpedo de lanzamiento aéreo) es un torpedo lanzado desde un avión torpedero, avión de patrulla marítima o helicóptero, tras lo cual se dirige hacia su objetivo mediante sus sistemas de propulsión y guía.
Los torpedos aéreos fueron empleados por primera vez durante la Primera Guerra Mundial, siendo ampliamente empleados durante la Segunda Guerra Mundial y continúan en servicio de forma limitada. Estos torpedos son generalmente más pequeños y ligeros que aquellos lanzados desde submarinos y buques de superficie. Los avances en el desarrollo de los misiles y sus sistemas de guía después de la Segunda Guerra Mundial, hicieron que este tipo de torpedo sea gradualmente reemplazado por el misil antibuque y el misil antisubmarino.

## Historia

### Origen

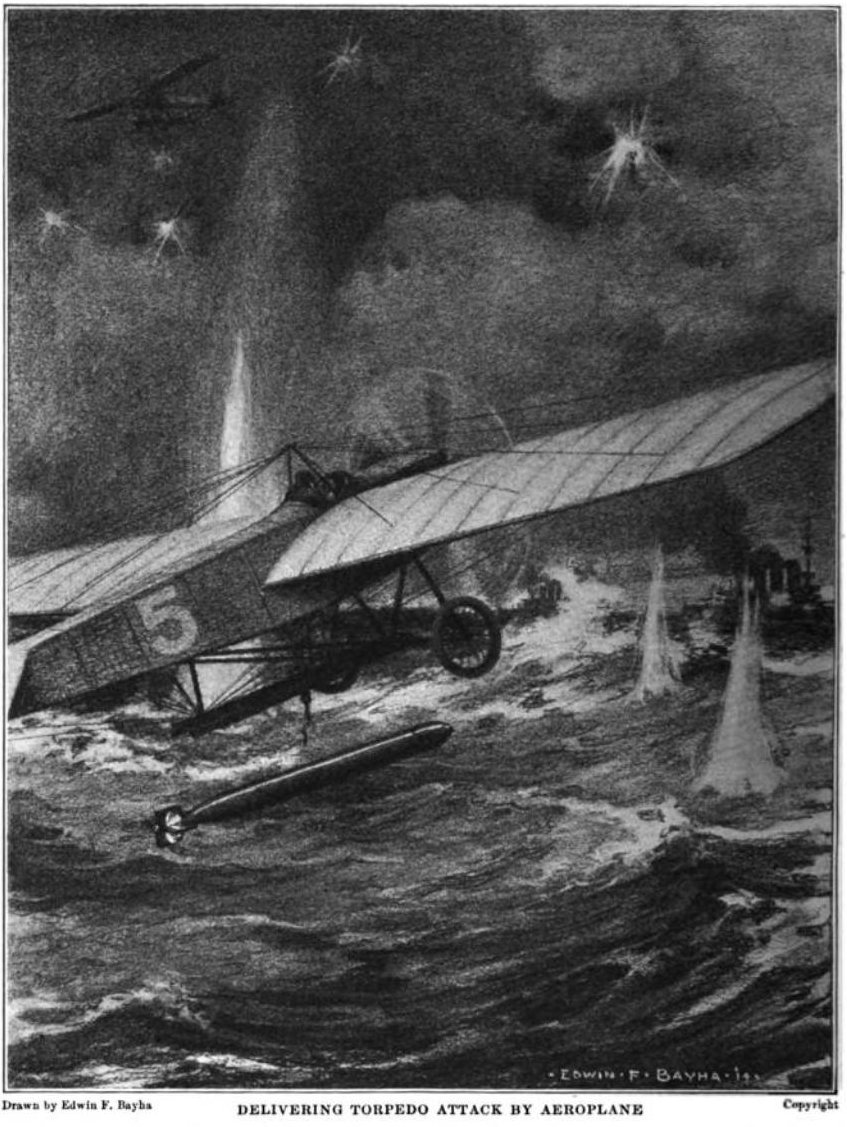
El Contralmirante Bradley Allen Fiske concibió el torpedo aéreo en 1915.

La idea de lanzar torpedos ligeros desde aviones se le ocurrió a Bradley Allen Fiske, oficial de la Armada de los Estados Unidos, a inicios de la década de 1910. En 1912 se le otorgó una patente. Fiske elaboró la forma de transportar y lanzar el torpedo aéreo desde un bombardero, además de definir tácticas que incluían ataques nocturnos para que el buque objetivo sea menos capaz de defenderse. El avión torpedero ideado por Fiske descendería rápidamente en una espiral aguda para evadir los disparos de la artillería antiaérea del buque enemigo, para después nivelarse al alcanzar una altitud entre 3 y 6 m, a fin de alinearse con la trayectoria del torpedo. Entonces el avión lanzaría el torpedo a una distancia entre 1.400 y 1.800 m de su objetivo. En 1915, Fiske propuso atacar a las flotas enemigas en sus propios puertos usando este método, si había la suficiente cantidad de agua (profundidad y anchura) para que el torpedo pueda desplazarse. Sin embargo, el Congreso de los Estados Unidos no asignó fondos para el desarrollo de torpedos aéreos hasta 1917, cuando Estados Unidos entró a la Primera Guerra Mundial. La Armada estadounidense no tendría aviones torpederos hasta 1921.    

### Primeros aviones torpederos
Mientras tanto, el Real Servicio Aéreo Naval británico empezó a experimentar con esta idea. El primer lanzamiento exitoso de un torpedo aéreo fue efectuado extraoficialmente por el piloto Charles Gordon Bell (que posteriormente serviría en el Real Cuerpo Aéreo) el 27 de julio de 1914, lanzando un torpedo Whitehead desde un hidroavión Short S.64. Al día siguiente fue seguido por el piloto Arthur Longmore, cuando probaba oficialmente un torpedo aéreo. El éxito de estos experimentos condujo a la construcción del primer avión torpedero operativo, el Short Tipo 184, a partir de 1915.
Se ordenó un lote de 10 aviones, construyéndose un total de 936 aviones por diez empresas aeronáuticas británicas durante la Primera Guerra Mundial. Los dos prototipos fueron embarcados en el HMS Ben-my-Chree, que zarpó al Egeo el 21 de marzo de 1915 para participar en la Campaña de Galípoli.
Casi al mismo tiempo con los experimentos de la Real Armada británica, en Italia el Capitán Alessandro Guidoni de la Regia Marina estaba llevando a cabo pruebas similares desde 1913, con ayuda del inventor Raúl Pateras Pescara, logrando lanzar con éxito un torpedo de 363 kg en febrero de 1914. Esto causó controversia sobre cual país fue el primero en emplear el torpedo aéreo.

### Primera Guerra Mundial

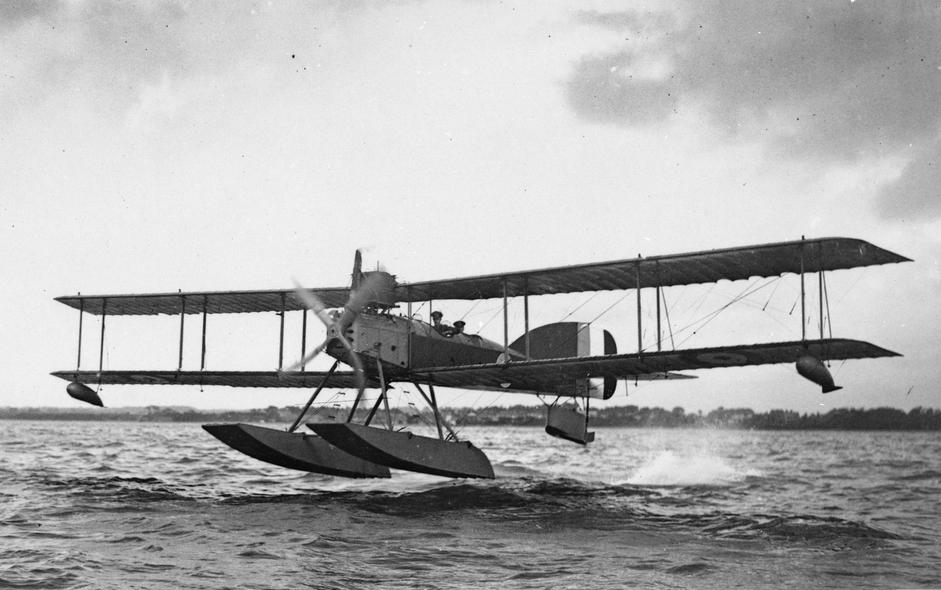
El Short Tipo 184 fue el primer avión torpedero, construido en 1915.

En noviembre de 1914, los alemanes estaban experimentando en el lago de Constanza con la táctica de lanzar torpedos desde un zepelín. En diciembre de 1914, el comandante de escuadrón Cecil L'Estrange Malone comentó después de su participación en la incursión de Cuxhaven que "uno puede imaginarse bien lo que podrían haber hecho nuestros hidroaviones, o aquellos que fueron enviados a atacarnos, de haber estado armados con torpedos o cañones ligeros".
El 12 de agosto de 1915, un Short Tipo 184 piloteado por el Comandante de vuelo Charles Edmonds fue el primer avión del mundo en atacar un buque enemigo con torpedo aéreo. Operando desde el HMS Ben-my-Chree en el Egeo, Edmonds despegó con un torpedo de 360 mm y 370 kg para volar sobre tierra firme y hundir un carguero turco en el mar de Mármara.
Cinco días después, un paquebote turco fue hundido por un torpedo lanzado por Edmonds. Su camarada de formación, Teniente de vuelo G. B. Dacre, hundió un remolcador turco después de verse obligado a amarizar debido a problemas en el motor. Dacre carreteó en dirección al remolcador, lanzó su torpedo y después pudo despegar y volver al HMS Ben-My-Chree. Una limitación en poder emplear ampliamente al Short Tipo 184 como avión torpedero era que solamente podía despegar con un torpedo en condiciones climáticas adecuadas y desde mares en calma, además de volar por apenas 45 minutos antes de agotar su combustible.
El 1 de mayo de 1917, un hidroavión alemán lanzó su torpedo y hundió al paquebote británico Gena de 2.829 t cerca de Suffolk. Un segundo hidroavión alemán fue derribado por los disparos de la artillería antiaérea del Gena mientras se hundía. Los escuadrones de aviones torpederos alemanes tenían sus bases en Ostende y Zeebrugge, para poder operar sobre el mar del Norte. Más tarde en aquel año, la Armada estadounidense empezó a realizar pruebas con un torpedo inerte de 180 kg, que en su primera prueba rebotó en el agua y casi golpeó al avión que lo lanzó. Se construyeron varios aviones torpederos británicos, tales como el Sopwith Cuckoo, el Short Shirl y el Blackburn Blackburd, pero se formó un escuadrón casi al final de la guerra y no entró en combate.

### Periodo de entreguerras

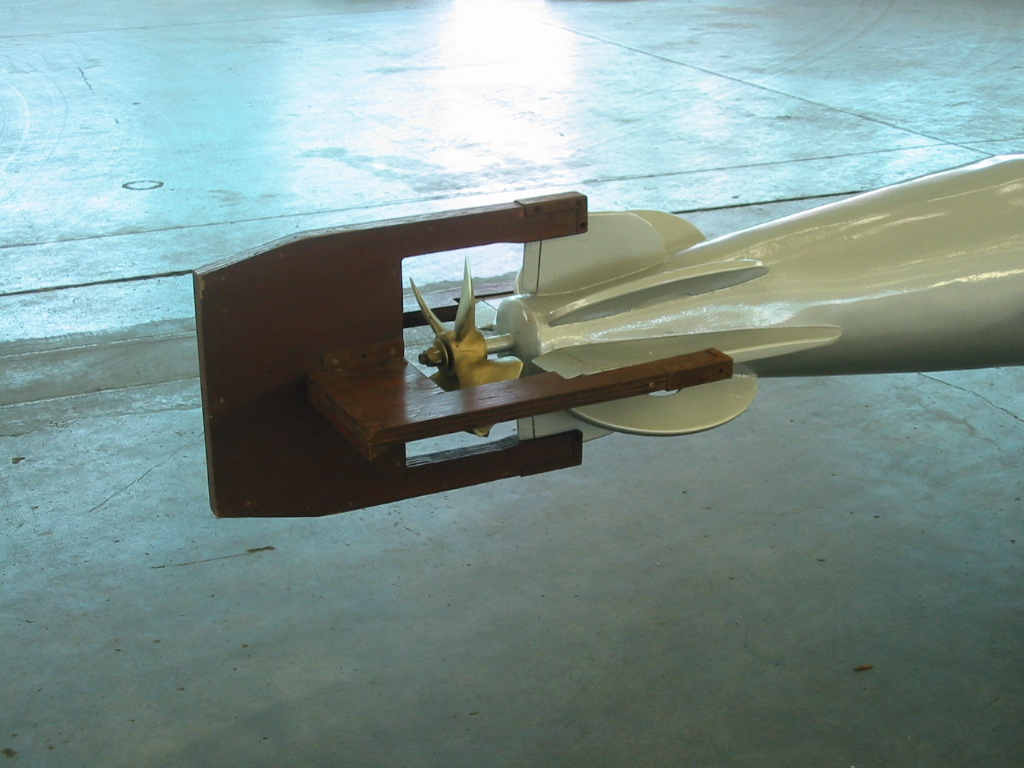
Las aletas de madera descartables ayudan a estabilizar el torpedo en el aire. Están sujetas a las aletas metálicas por presión y son eyectadas cuando el torpedo ingresa en el agua.

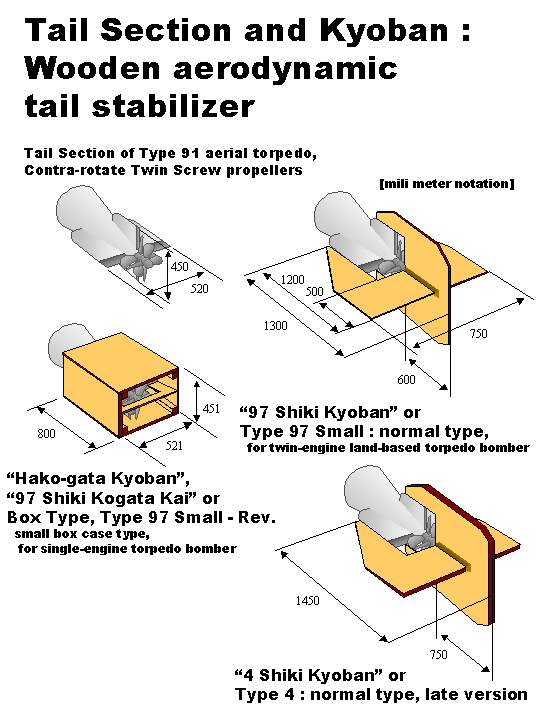
Los diversos modelos de aletas de ingreso descartables Kyoban del torpedo Tipo 91.

Estados Unidos compró sus primeros diez aviones torpederos en 1921, que eran variantes del Martin MB-1. El escuadrón de pilotos de la Armada y el Cuerpo de Marines tenía su base en la Estación de Armas Navales Yorktown. El General William Mitchell sugirió armar los aviones torpederos con torpedos funcionales como parte del Proyecto B (la demostración de un bombardeo aéreo contra buques de guerra), pero la Armada solo estaba interesada en los daños que podían producir las bombas aéreas. En cambio, se emplearon torpedos inertes contra cuatro acorazados que navegaban a 17 nudos. Los aviones torpederos demostraron ser exitosos.
En 1931, la Armada Imperial Japonesa desarrolló el torpedo Tipo 91, destinado para lanzarse desde un avión torpedero a una altitud de 100 m y con una velocidad de 190 km/h (100 nudos). En 1936 se le añadieron a las aletas del torpedo unas aletas de madera, apodadas Kyoban, para incrementar sus características aerodinámicas. Estas aletas eran eyectadas cuando el torpedo ingresaba al agua. Hacia 1937, con la adición de una cubierta de madera quebrable en la punta, el torpedo podía ser lanzado desde una altitud de 200 m y con una velocidad de 220 km/h (120 nudos). La doctrina táctica determinó en 1938 que el torpedo aéreo Tipo 91 podía lanzarse a una distancia de 1.000 m del objetivo. Del mismo modo, la Armada Imperial Japonesa desarrolló una doctrina de ataque nocturno y ataques diurnos masivos, además de ataques coordinados de aviones torpederos embarcados y aquellos con base en tierra.
Los japoneses dividieron sus escuadrones de bombarderos en picado y aviones torpederos en dos grupos, a fin de atacar un buque de guerra enemigo desde ambos lados proeles, dificultando las maniobras para esquivar los torpedos y el dirigir los disparos de la artillería antiaérea contra los bombarderos. Incluso así, los estrategas japoneses predijeron que contra un acorazado, la fuerza atacante solamente alcanzaría un tercio de la tasa de impactos obtenidos durante maniobras en tiempo de paz.
A partir de 1925, se empezó a diseñar en Estados Unidos un torpedo especial solo para operaciones aéreas. El proyecto fue abandonado y reiniciado varias veces, finalmente dando origen al torpedo Mark 13, que entró en servicio en 1935. El Mark 13 se distinguía de los torpedos aéreos empleados por otros países en que era más ancho y más corto. Era más lento que sus contrapartes, pero tenía un mayor alcance. Era lanzado por un avión a menor altitud (15 m) y tenía menos velocidad (200 km/h; 110 nudos) que su equivalente japonés.

### Segunda Guerra Mundial

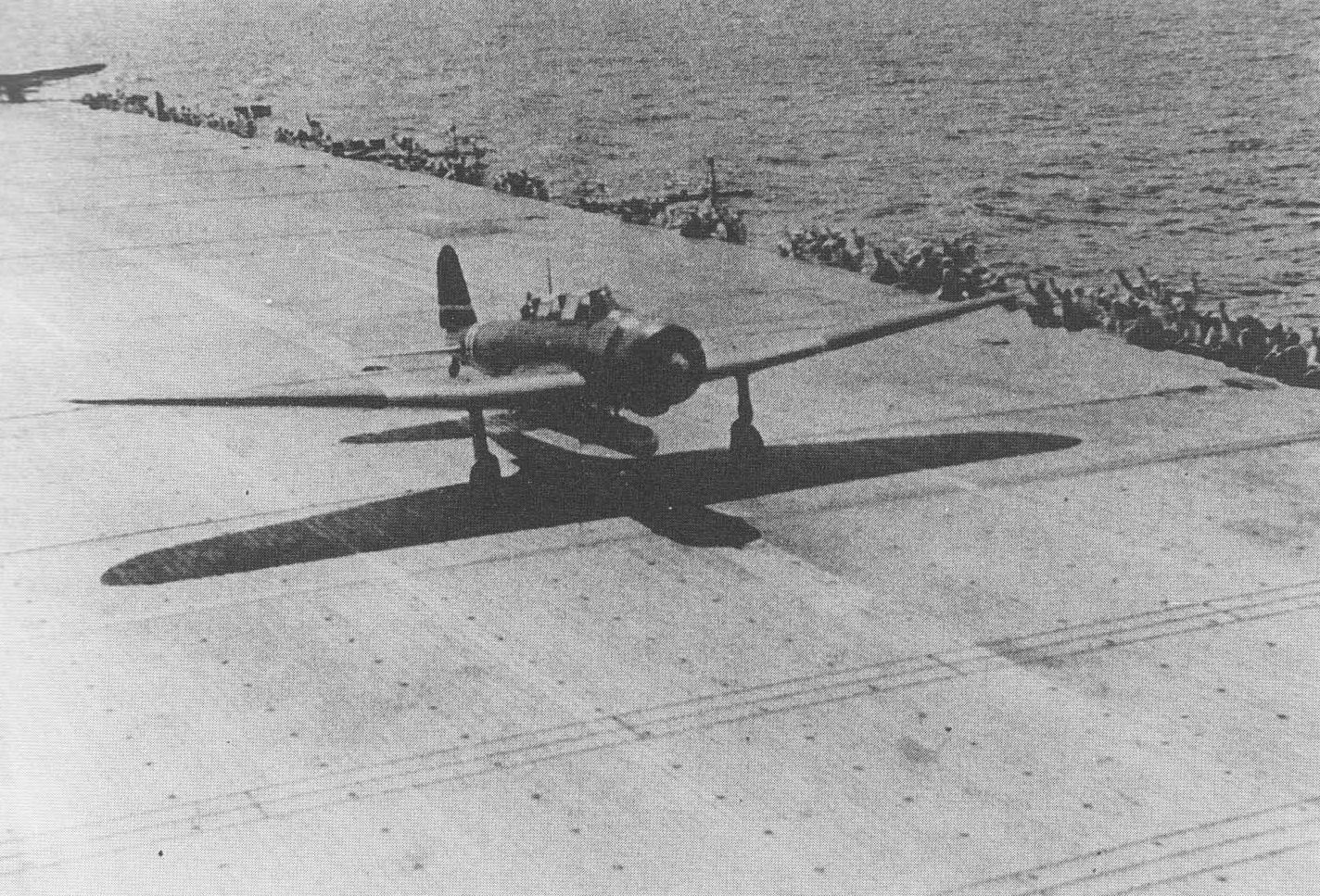
Un Nakajima B5N2 despegando desde el portaaviones Zuikaku durante la Batalla del mar del Coral.

En la noche del 11 al 12 de noviembre de 1940, los torpederos biplanos Fairey Swordfish de la Fleet Air Arm británica hundieron tres acorazados italianos en la Batalla de Tarento empleando una combinación de torpedos y bombas. Durante la persecución del acorazado alemán Bismarck, se intentó lanzar torpedos aéreos en mar embravecido, con uno de estos dañando su timón y permitiendo a la flota británica el poder hundirlo. El torpedo aéreo británico estándar en la primera mitad de la Segunda Guerra Mundial era el Mark XII de 18 pulgadas, un modelo de 450 mm de diámetro que pesaba 702 kg y llevaba una carga explosiva de 176 kg de TNT.
El desarrollo de los torpedos aéreos alemanes se había quedado a la zaga de los otros beligerantes, a causa de la indolencia respecto a este tipo de armamento durante la década de 1930. Al inicio de la Segunda Guerra Mundial, en Alemania solo se producían cinco torpedos aéreos al mes y la mitad de estos demostraban ser defectuosos durante los ejercicios de lanzamiento. En su lugar se compraron torpedos aéreos italianos producidos en Fiume, de los cuales se entregaron 1.000.
En agosto de 1941, los pilotos japoneses practicaban lanzamientos de torpedos aéreos en las aguas poco profundas de la bahía de Kagoshima, probando las mejoras del torpedo Tipo 91 y desarrollando tácticas para el ataque de buques de guerra en puertos. Descubrieron que el torpedero Nakajima B5N podía volar a 296 km/h, algo más rápido de lo esperado, sin que los torpedos impacten el fondo de la bahía a 30 m de profundidad. El 7 de diciembre de 1941, los 40 Nakajima B5N de la primera oleada emplearon esta táctica y lograron más de 15 impactos durante el ataque a Pearl Harbor.
En abril de 1942, Adolf Hitler ordenó que la producción de torpedos aéreos sea una prioridad nacional y la Luftwaffe se encargó de producirlos en lugar de la Kriegsmarine. La cantidad de torpedos aéreos disponibles superó a la demanda en un año, por lo que al final de la guerra había un excedente de estos. Desde 1942 hasta fines de 1944, se emplearon unos 4.000 torpedos aéreos, pero se fabricaron aproximadamente 10.000 durante la guerra. Los aviones torpederos alemanes eran bombarderos medios Heinkel He 111 y Junkers Ju 88 modificados, pero el caza Focke-Wulf Fw 190 fue probado con éxito como avión torpedero. Las deficiencias de los torpedos aéreos alemanes después de la capitulación de Italia en septiembre de 1943, habían sido resueltas hace un año por la visita del submarino japonés I-30 en agosto de 1942, que trajo los planos y piezas del torpedo Tipo 91 para ser producido en Alemania con la designación de Lufttorpedo LT 850.
El Mark 13 fue el principal torpedo aéreo estadounidense, pero no fue perfeccionado hasta después de 1943, cuando las pruebas demostraron que falló en el 70% de los lanzamientos desde un avión que volaba a más de 280 km/h (150 nudos). Al igual que con el Tipo 91 japonés, al Mark 13 se le instaló una cubierta de madera en la punta y un anillo de madera en la cola, que se quebraban al ingresar al agua. Las cubiertas de madera reducían su velocidad y lo ayudaban a mantener su trayectoria durante la duración de su caída. La cubierta de la punta absorbía la suficiente energía cinética del impacto del torpedo con el agua, que se recomendó incrementar la altitud (732 m) y la velocidad (760 km/h) del avión torpedero.
En 1941 se inició en Estados Unidos el desarrollo del FIDO, un torpedo aéreo con motor eléctrico y sistema de rastreo acústico destinado como arma antisubmarinos. En el Reino Unido, el torpedo aéreo estándar fue reforzado para emplearse en aviones más veloces, pasando a ser el Mark XV y seguido por el Mark XVII. Para los aviones embarcados, su carga explosiva continuó siendo de 176 kg de TNT, pero a fines de la guerra se incrementó a 196,2 kg del más potente Torpex.
Durante la Segunda Guerra Mundial, los aviones torpederos embarcados estadounidenses efectuaron 1.287 ataques contra barcos, 65% contra buques de guerra e impactaron su objetivo un 40% de las veces. Sin embargo, la lenta aproximación a baja altitud hacía que los aviones torpederos sean blancos fáciles para la artillería antiaérea de los buques de guerra; durante la Batalla de Midway, por ejemplo, casi todos los aviones torpederos estadounidenses - todos los obsoletos Douglas Devastator - fueron derribados por los japoneses.

### Guerra de Corea
Después de la Segunda Guerra Mundial, los sistemas de defensa antiaérea fueron mejorados a tal punto que los ataques con torpedos aéreos fueron considerados ataques suicidas. Los ligeros torpedos aéreos fueron desechados o adaptados para su lanzamiento desde tubos lanzatorpedos a bordo de lanchas torpederas. El único empleo significativo de torpedos aéreos fue en la guerra antisubmarina.
Durante la guerra de Corea, la Armada estadounidense dañó la represa de Hwacheon con torpedos aéreos lanzados desde aviones de ataque a tierra Douglas A-1 Skyraider.

### Torpedos aéreos modernos
Desde la aparición de la tecnología del misil antibuque, iniciada en la Segunda Guerra Mundial con el Fritz X guiado por MCLOS en una fecha tan temprana como 1943, los torpedos aéreos se han visto reducidos a emplearse en la guerra antisubmarina. Los misiles son generalmente más veloces, tienen un mayor alcance y no están limitados por la altitud de lanzamiento como los torpedos aéreos. Algunos modernos torpedos aéreos antisubmarinos tienen la capacidad de guía necesaria para atacar buques de superficie, aunque dada la amplia disponibilidad de misiles transportados en aviones y la pequeña ojiva especializada del torpedo aéreo antisubmarino, esta es una opción que normalmente no se toma en cuenta.
En el cénit de la guerra de las Malvinas, la Fuerza Aérea Argentina, en colaboración con la Armada Argentina, equiparon un prototipo del FMA IA 58 Pucará, el AX-04, con soportes para instalar torpedos Mark 13. La meta era la posible producción del Pucará como avión torpedero para incrementar la capacidad antibuque de la aviación militar argentina. Se llevaron a cabo varias pruebas cerca de Puerto Madryn, pero la guerra terminó antes que los ingenieros pudiesen evaluar la factibilidad del proyecto.
A consecuencia de la pérdida del papel de armamento antibuque de los torpedos aéreos en la doctrina naval moderna, las unidades de aviones torpederos ya no existen en las Fuerzas Armadas modernas. La plataforma de lanzamiento de torpedos aéreos más usual hoy en día es el helicóptero antisubmarino embarcado, seguido por aviones antisubmarinos como el Lockheed P-3 Orion.

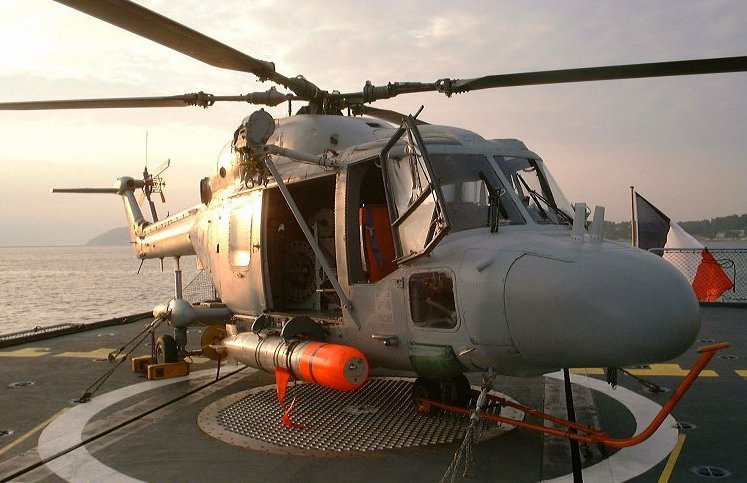
Westland Lynx de la Armada francesa, armado con un torpedo Mark 46.

La contraparte de estos son los torpedos lanzados desde misiles o cohetes, diseñados para guerra antisubmarina. Algunos diseños son simplemente torpedos propulsados por un motor cohete, tales como el RUR-5 ASROC estadounidense. También se han desplegado sistemas más complejos, lanzados desde un vehículo aéreo no tripulado con piloto automático, como el misil australiano Ikara. La mayoría de estos sistemas son diseñados para desplegarse desde buques de superficie, aunque hay excepciones como el RPK-2 Vyuga de la Armada de Rusia, que puede lanzarse tanto desde buques de superficie como desde submarinos.
Dado el limitado blindaje de los submarinos, los modernos torpedos aéreos antisubmarinos son mucho más pequeños que los torpedos aéreos antibuques del pasado, siendo frecuentemente clasificados como torpedos ligeros. También pueden lanzarse desde diversas plataformas, ya sean aviones, helicópteros o buques de superficie. Entre estos figuran los torpedos estadounidenses Mark 46, Mark 50 y Mark 54. Son muy escasos los modelos de torpedos aéreos que pueden lanzarse desde submarinos, dada su limitada carga explosiva en comparación con los torpedos submarinos como el torpedo Mark 48 estadounidense.

## Diseño
El diseño de un torpedo aéreo exitoso debe tomar en cuenta:
- La distancia que recorre en el aire antes de ingresar al agua
- El pesado impacto con el agua

El torpedo japonés Tipo 91 empleaba aletas estabilizadoras Kyoban para mejorar su desempeño aerodinámico mientras caía. Estos estabilizadores (introducidos en 1936) eran descartados al momento de ingresar al agua. Un nuevo sistema de control (introducido en 1941) estabilizaba el movimiento lateral tanto en el aire como en el agua. El Tipo 91 podía lanzarse a una velocidad de 333 km/h desde una altitud de 20 m en aguas poco profundas, pero también podía lanzarse a 378 km/h (la velocidad máxima del Nakajima B5N2) en oleaje fuerte o con mar embravecido.   

## Modelos actuales
- Torpedo Mark 46

## Galería

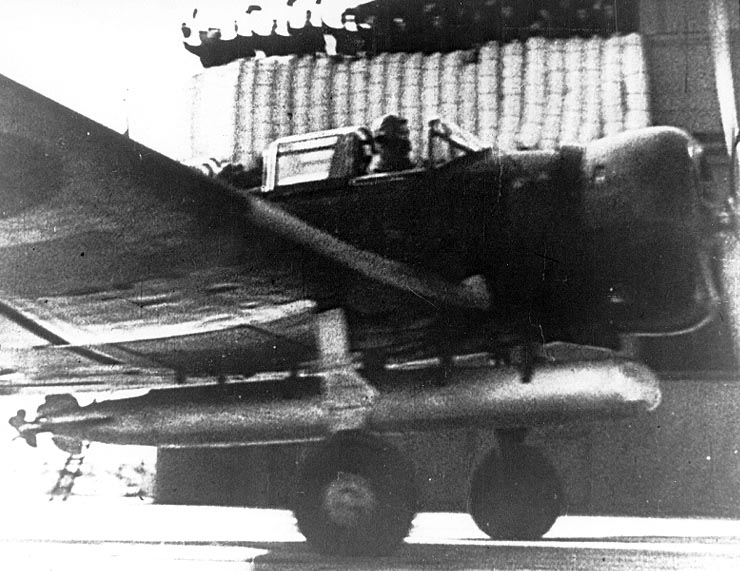
Nakajima B5N1 armado con un torpedo aéreo inerte.
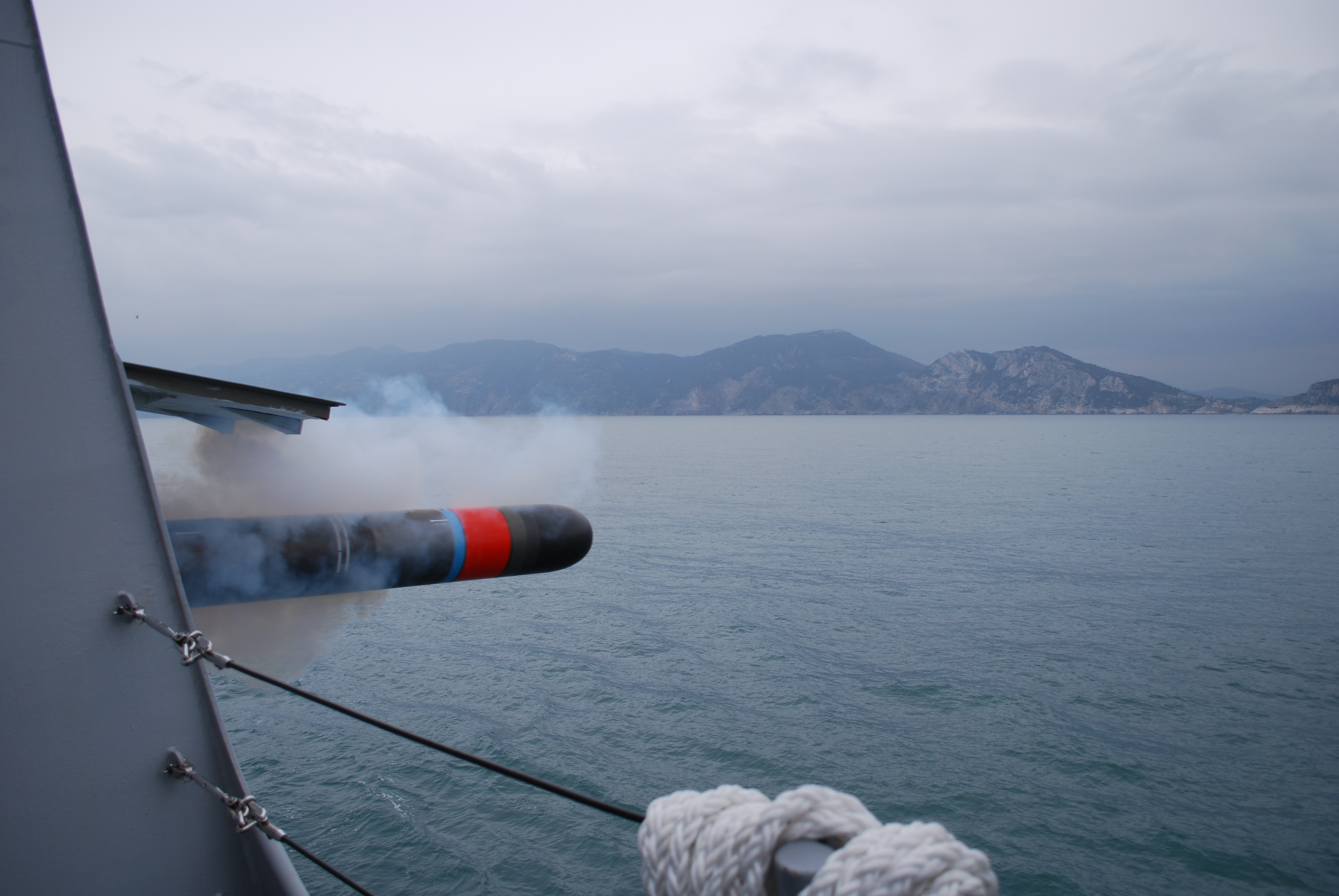
Un MU90 Impact lanzado desde un tubo lanzatorpedos.
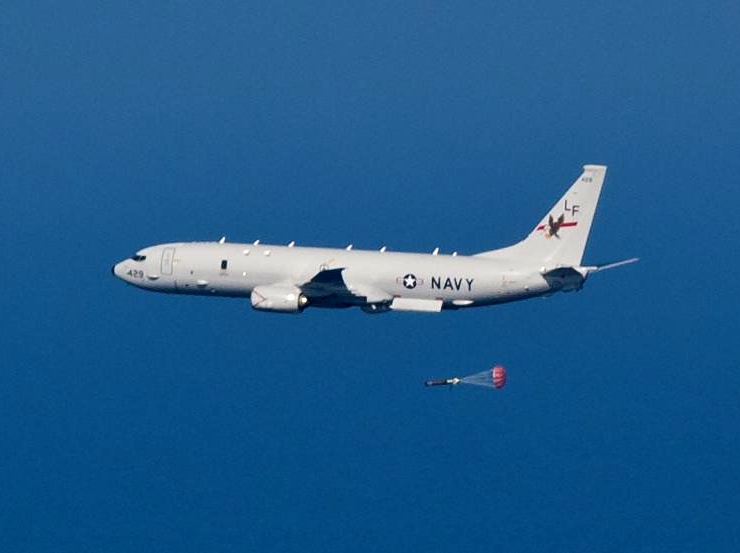
Boeing P-8A Poseidon lanzando un Mark 46.